# David S. Woolman
David Senter Woolman es un periodista y escritor estadounidense del siglo XX.

## Biografía
Estadounidense y descrito como un «periodista freelance», residió en la ciudad norteafricana de Tánger durante parte de su vida. Fue autor de Rebels in the Rif: Abd el Krim and the Rif Rebellion (Stanford University Press, 1968), una obra sobre el líder militar rifeño Abd el-Krim. También usó los pseudónimos «Lawdon Vaidon» o «Lawdom Vaidon», en obras como Tangier. A Different Way (Scarecrow Press, 1977) y Stars in Firmament. Tangier Characters 1660-1960 (Passeggiata Press, 1998).